# Conggeang Kulon
Conggeang Kulon is een bestuurslaag in het regentschap Sumedang van de provincie West-Java, Indonesië. Conggeang Kulon telt 3183 inwoners (volkstelling 2010).